# Szpital Kliniczny Dzieciątka Jezus

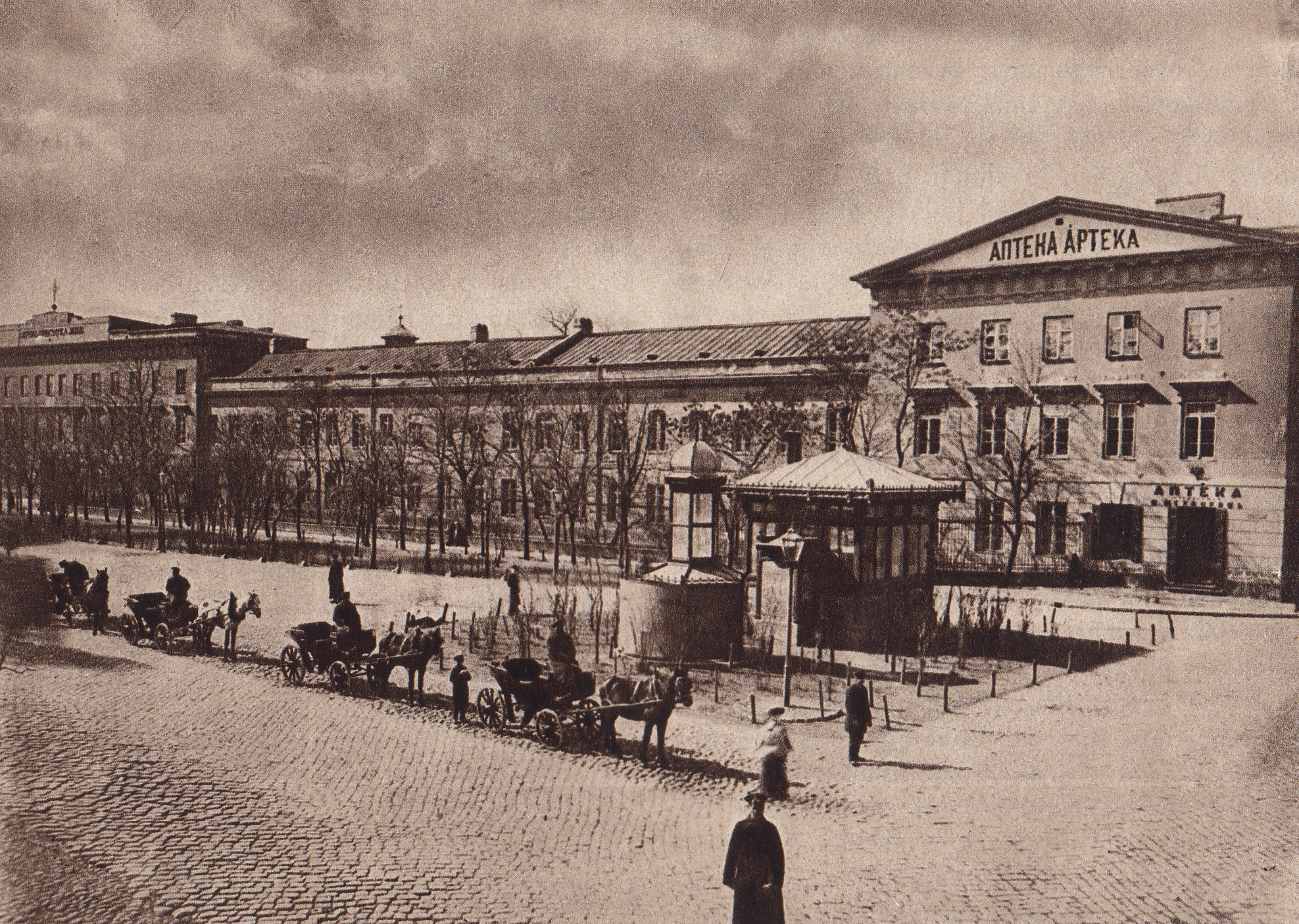
Szpital Dzieciątka Jezus na placu Wareckim ok. 1900

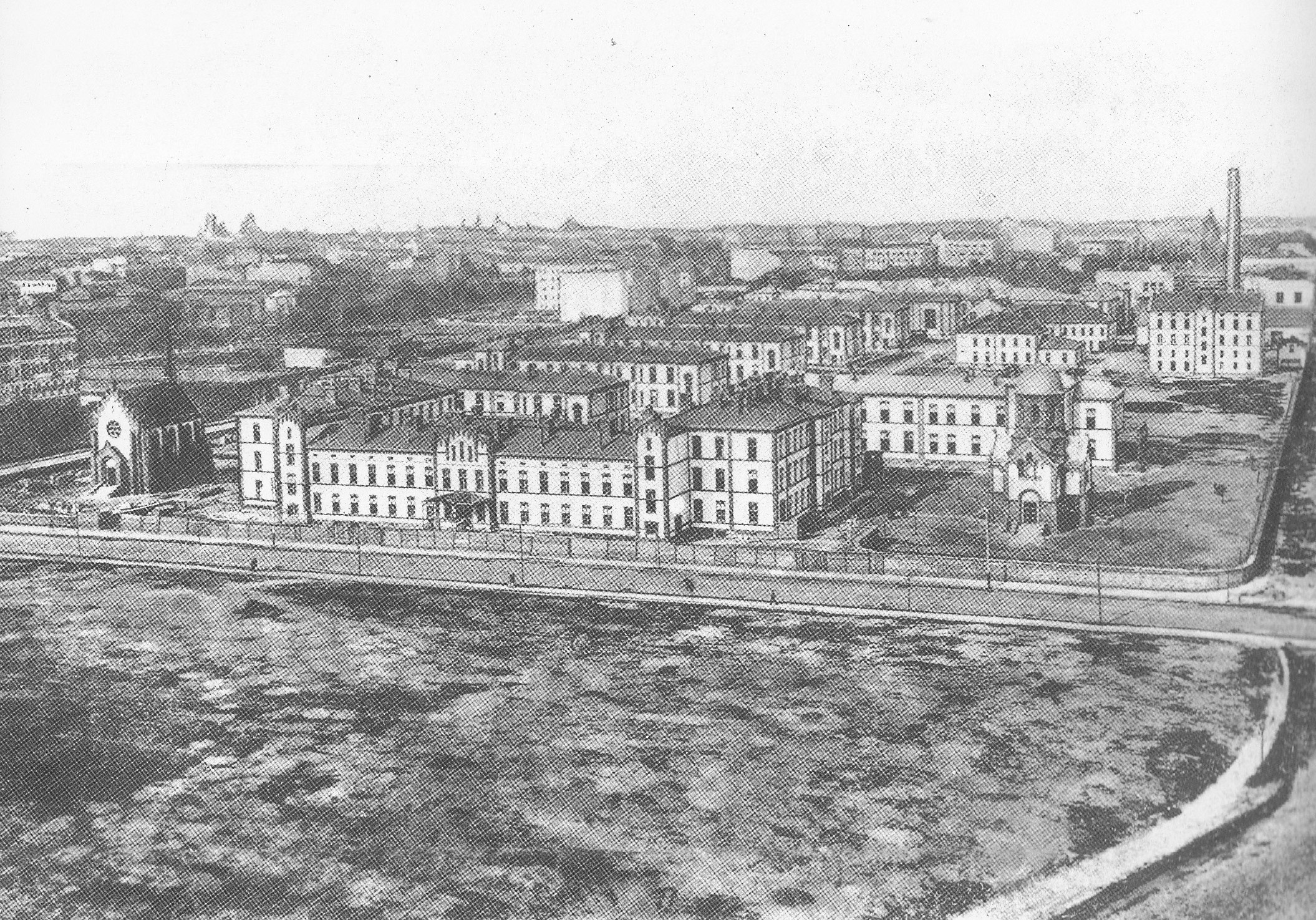
Kompleks szpitala na początku XX wieku

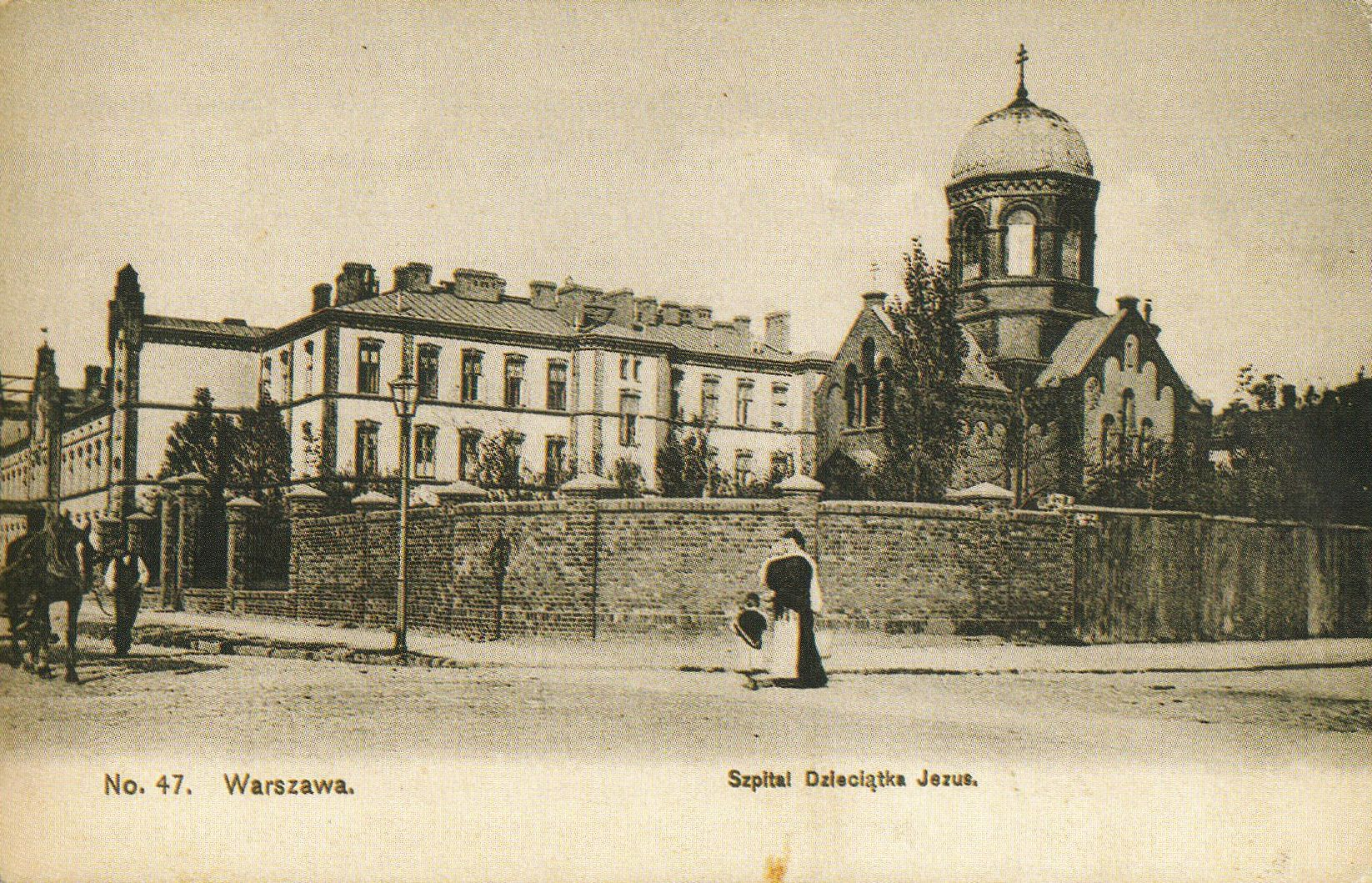
Kompleks szpitala i nieistniejąca cerkiew Matki Boskiej Nieustającej Pomocy ok. 1908

Szpital Kliniczny Dzieciątka Jezus, wcześniej Szpital Dzieciątka Jezus – szpital znajdujący się w Warszawie, w dzielnicy Ochota, przy ul. Lindleya 4. 
Kompleks szpitala jest ograniczony ulicami: Nowogrodzką, Chałubińskiego, Oczki i Koszykową.

## Historia
W 1732 Gabriel Piotr Baudouin, ksiądz ze Zgromadzenia Księży Misjonarzy, założył przy ulicy Krakowskie Przedmieście Dom Podrzutków. 
Dom został przeniesiony na plac Warecki i na mocy dekretu króla Augusta III w roku 1758 została zmieniona jego nazwa na Szpital Generalny Dzieciątka Jezus. Był największym szpitalem w mieście. Przy szpitalu urządzono cmentarz.
Szpital miał za zadanie leczenie i opiekę nad ubogimi i kobietami ciężarnymi, jako schronienie dla starców i kalek. Wobec szybkiego rozwoju ludności Warszawy siedziba przy pl. Wareckim okazała się zbyt ciasna i zdecydowano się na przeniesienie szpitala na teren folwarku świętokrzyskiego przy ul. Nowogrodzkiej. Nowy kompleks szpitala wzniesiono w nowoczesnym systemie pawilonowym w latach 1897−1901 według projektu Józefa Piusa Dziekońskiego. W kompleksie budynków znalazły się m.in. kaplica katolicka i cerkiew prawosławna. 
Teren przy pl. Wareckim został rozparcelowany. Wytyczono na nim nowe ulice: Moniuszki, Nowosienną (od 1916 Sienkiewicza), Boduena oraz przedłużono ul. Jasną od ul. Świętokrzyskiej do ul. Zgoda. W kolejnych latach zaczęła powstawać tam zwarta zabudowa czynszowa, a w latach 1900–1901 wzniesiono gmach Filharmonii. Zachowana dawna kaplica szpitalna stała się samodzielnym kościołem z adresem przypisanym ul. Moniuszki.
W okresie międzywojennym w wyniku rozwoju nauk medycznych w szpitalu swoją siedzibę znalazło 5 klinik uniwersyteckich i 11 oddziałów specjalistycznych. 
Kompleks szpitala został uszkodzony podczas obrony Warszawy we wrześniu 1939. W zbombardowanym 25 września pawilonie administracyjnym oraz III pawilonie szpitala zginęło 182 chorych i rannych oraz 25 osób personelu. We wrześniu 1939 przed budynkiem szpitala powstał wtedy prowizoryczny cmentarz; groby zaczęto usuwać na rozkaz władz niemieckich w listopadzie 1939. 
W czasie okupacji niemieckiej szpital stanowił schronienie dla żołnierzy Państwa Podziemnego oraz niósł pomoc prześladowanej ludności żydowskiej. Na terenie szpitala odbywało się także tajne nauczanie studentów medycyny. W czasie powstania warszawskiego 25 sierpnia 1944 żołnierze RONA w czasie pacyfikacji Ochoty bili i mordowali pacjentów i personel szpitala. W wyniku działań wojennych szpital poniósł znaczne straty w wyposażeniu, zaopatrzeniu, w budynkach oraz personelu.
W lipcu 1945 roku szpital wznowił funkcjonowanie i jego działalność kliniczna zwiększała się o kolejne specjalizacje. Od 1975 część jego funkcji przejął nowo wybudowany Centralny Szpital Kliniczny przy ul. Banacha.
W 2009 roku kompleks szpitala został wpisany do rejestru zabytków.